# Hermann Paasche

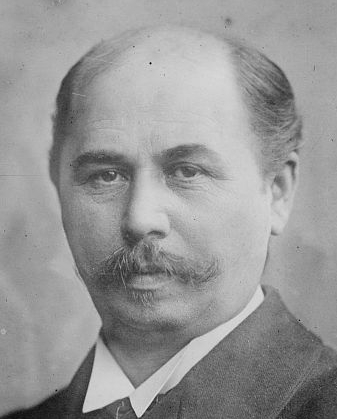
Hermann Paasche

Hermann Paasche (* 24. Februar 1851 in Burg (bei Magdeburg); † 11. April 1925 in Detroit) war ein deutscher Statistiker und Politiker. Bekannt ist Paasche vor allem durch den nach ihm benannten Paasche-Index.

## Leben
Hermann Paasche wurde als Sohn einer altansässigen Tuchmacherfamilie geboren. Die Reifeprüfung legte er 1870 am Gymnasium Burg ab. An der Universität Halle studierte er zunächst Landwirtschaft. Er war Mitglied der ALV Agronomia zu Halle. Nach dem Militärdienst setzte er die Studien fort, wandte sich jedoch stärker der Volkswirtschaft, speziell der Statistik und der Philosophie zu. Am 11. April 1925 starb er in Detroit auf einer Studienreise. Paasche war Gutsbesitzer auf Waldfrieden bei Hochzeit in der Neumark (seit 1945 zu Polen). Er war mit Elise Faber (1858–1943) verheiratet und hatte einen Sohn und eine Tochter. Paasches Sohn Hans Paasche wirkte als kritischer Publizist und wurde 1920 als vermeintlicher kommunistischer Verschwörer erschossen.

## Wissenschaftliche Leistungen
1875 promovierte Paasche an der Universität Halle mit der seinem Lehrer Johannes Conrad gewidmeten Dissertation Die Geldentwertung zu Halle a. S. in den letzten Decennien dieses Jahrhunderts – I. Teil: Die Ursachen einer Geldentwertung und ihre bisherige Auffassung zum Dr. phil. Paasche erwies sich als typischer Vertreter der liberalen hallischen Volkswirtschaftschule, die These seiner Dissertation lautet: „Die freie Wirtschaft ist als die höchste Stufe der Wirtschaftssysteme zu bezeichnen“. 1877 habilitierte er sich mit der Arbeit Über die Entwicklung der Preise und der Rente des Immobiliarbesitzes, in der er Hausverkäufe und Mietentwicklung, aber in einer Fußnote auch die Kosten des Studiums in Halle untersuchte. Seine Antrittsvorlesung hielt er zum Thema Über den Staat und seine volkswirtschaftlichen Aufgaben. 1879 erhielt er eine Professur für Staatswissenschaften an der TH Aachen, wechselte jedoch rasch nach Rostock, 1884 an die Universität Marburg und 1897 an die Technische Hochschule Charlottenburg. Schwerpunkt seiner Arbeit war die Analyse der deutschen Zuckerindustrie.
Seine bleibende wissenschaftliche Leistung lag in der Entwicklung eines volkswirtschaftlichen statistischen Index, des nach ihm benannten Paasche-Index, im Jahr 1874.

## Politisches Wirken
Von 1881 bis 1884 war Paasche als Mitglied der Liberalen Vereinigung Reichstagsabgeordneter für den Reichstagswahlkreis Großherzogtum Mecklenburg-Schwerin 5 (Rostock). Zwischen 1893 und 1918 war er (nun für die Nationalliberale Partei) erneut Reichstagsabgeordneter. 1893 wurde er im Reichstagswahlkreis Herzogtum Sachsen-Meiningen 1 gewählt. 1912 wurde er für den Wahlkreis Kreuznach-Simmern in den Reichstag gewählt. In den Wahlperioden von 1903 bis 1909 und von 1912 bis 1918 war er Vizepräsident des Reichstages. Parallel war er 1894 bis 1908 Mitglied des preußischen Landtages, ab 1899 für den Wahlkreis Jerichow I und II.
Paasche spielte, wie Christoph Nonn in der Neuen Deutschen Biographie schreibt, eine zentrale Rolle bei der Bewältigung der Krise der deutschen Zuckerwirtschaft durch einen Wechsel von protektionistischer zu marktwirtschaftlich-konsumorientierter Politik. Seit 1906 arbeitete er als Berufspolitiker.
Er war Mitglied der Reichs- und Staatsschuldenkommission und prägte die nationalliberale Wirtschaftspolitik maßgeblich mit. Seit 1898 war er Mitglied des Zentralvorstandes der Nationalliberalen Partei. Paasche war als Liberaler durchaus kämpferisch: 1908, während der Daily-Telegraph-Affäre, attackierte er den Kaiser, verlor vorübergehend den Rückhalt in der Partei und wurde nicht wieder in den preußischen Landtag gewählt. Während des Ersten Weltkrieges sprach er sich für einen Luftkrieg gegen England, aber gegen den uneingeschränkten U-Boot-Krieg und für einen Verständigungsfrieden aus.
Paasche war Vizepräsident der Deutschen Kolonialgesellschaft. Zeitweise war er auch Vorstandsmitglied im 1910 gegründeten Verein für soziale Kolonisation Deutschlands, der Ödland durch Arbeitslose urbar machen lassen wollte.
Im Oktober 1921 wurde Paasche als Abgeordneter in den Landtag der Republik Baden gewählt, dem er bis zu seiner Mandatsniederlegung am 3. November 1924 angehörte. Für ihn rückte Heinrich Brixner ins Parlament nach.

## Schriften
- Die Geldentwertung zu Halle a. S. in den letzten Decennien dieses Jahrhunderts. Plötz, Halle a.S. 1875
- Über die Entwicklung der Preise und der Rente des Immobiliarbesitzes zu Halle a. S. Plötz, Halle a.S. 1877
- Die rechtliche und wirthschaftliche Lage des Bauernstandes in Mecklenburg-Schwerin. 1883
- Wandlungen in der modernen Volkswirtschaft. Erhardt, Marburg 1890
- Zuckerindustrie und Zuckerhandel der Welt. Fischer, Jena 1891
- Kultur- und Reiseskizzen aus Nord- und Mittelamerika. Rathke, Magdeburg 1894
- Die Zuckerproduktion der Welt. Teubner, Leipzig 1905
- Deutsch-Ostafrika. Wirtschaftliche Studien. Berlin, Verlag Schwetschke & Sohn, 1906